# オウンドメディア
オウンドメディア（英: owned media）とは、自社発行の広報誌やパンフレット、カタログ、インターネットの自社ウェブサイト・ブログなど、企業や組織自らが所有し、消費者に向けて発信する媒体を指す。「ペイドメディア」 (Paid Media) や「アーンドメディア」 (Earned Media) と合わせ、企業マーケティングの核となる3つのメディアとして認識される媒体といえる。

## 概要
オウンドメディアは主に、ウェブサイトやブログ・または電子メールのように、宣伝主体自体がコントロール可能なコミュニケーションチャンネルを指す。また、オウンドメディアに対立するチャンネルとしてのペイドメディアは主に伝統的な広告を、アーンドメディアは購入や所有することができないコミュニケーションチャンネルを指す。
アーンドメディアはソーシャルメディアや口コミなどコンテンツが話題性を得た場合のみ、コミュニケーションを得ることができる。オウンドメディアに対比する意味としては、アーンドメディアは主にPRによる影響が大きいコミュニケーションチャンネルで、メディアとしては新聞・テレビ・ラジオおよびインターネットのようなすべてのマスメディアを含み、ニュース記事またはイベント・コラムなど多様な形式のコンテンツを含む。

## トリプルメディア・フレームワーク
一般にオウンドメディア、アーンドメディアの活用は、ペイドメディアに比べてもっとも費用対効果の高いマーケティング方法であると考えられている。従来のデジタルメディアは、マスメディアに対立するものとしてとらえられることが多かった。トリプルメディア・フレームワークではその点を見直し、マス広告をペイドメディアの1つとして考え、3つのメディアの有機的な連携を、マーケティングコミュニケーションの基本としている。
欧米では「トリプルメディア広告」という言い方は用いられず、その相当語として「POEM広告」という言い方が一般的である。
| タイプ          | 定義 | 例 |
| --------------- | --- | --- |
| オウンド Owned  | 会社またはその代理店が管理するチャンネル | - 会社/ブランドのウェブサイト - 会社/ブランドブログ - オンラインソーシャルネットワークの企業所有のページ/アカウント（Twitterアカウント、Facebookブランドページなど）                                                                                |
| アーンド Earned | 会社やその代理店によって直接生成されたのではなく、顧客やジャーナリストなどの他のエンティティによって直接生成される、会社やブランドに関連するメディア | - Digital media outlets（プロのブログなど） - オンラインWOM（ウェブサイト招待状など） - オンラインコミュニティやソーシャルネットワークへの投稿 - オンライン評価およびレビュー（例：レストランの場合は日本なら食べログ、商品の場合はAmazon.comなど） |
| ペイド Paid     | 企業が費用を払って広告掲載する従来型のメディア | - ディスプレイ/バナー広告 - 検索広告（Google AdWordsなど） - ソーシャルネットワーク広告（Facebook広告など） - 電子ダイレクトメール（例えば、電子メール広告）                                                                                        |

## PESOモデル・フレームワーク
2001年に米国のPR領域の第一人者と言われるジニ・ディートリッヒ氏が提唱されたとされている。顧客目線でマーケティングと営業、サポート、広報のプロセスを一気通貫して設計したカスタマージャーニーに対して、 Paid Media（広告）、Earned Media（口コミ）、Shared Media（SNS）、Owned Media（Webサイト）、と4つのメディアへバランスよく施策を実行する広報マーケティング手法を「PESOモデル」という。
日本ではマーケティング業界を中心に「トリプルメディア戦略」が流行したが、ここでいう「Earned Media（口コミ）」がSNSやブログ、口コミを指していたがソーシャルメディアの拡散性やブランディング要素がビジネスに大きく影響される時代となり「Shared Media（SNS）」が切り離されて考えられる。4つのメディアバランスを整えた設計をし、 オウンドメディアを中心に、Paid Media（広告）、Earned Media（口コミ）、Shared Media（SNS）施策をインハウスエディタなどの担当者によって継続的に実行していくことで集客したユーザーが連携されることで、資産化され、企業・経営にとって機会損失のない本質的なマーケティングの実現が可能だとされている。

## 歴史
2013年のNielsen調査によれば、世界中の調査したすべての国で最も信頼できる情報源としてアーンドメディア（the report as word-of-mouthにも記載）を評価。 またアーンドメディアは、消費者の行動を刺激する可能性の高いチャンネルであることがわかった。
「トリプルメディア」とは、日本アドバタイザーズ協会 Web広告研究会 (Web Advertising Bureau) が、2009年秋に現在のメディア環境およびメディア戦略をあらわすコンセプトとして提唱したとされる。